# Ubi lex voluit dixit, ubi noluit tacuit
Ubi lex voluit dixit, ubi noluit tacuit (LA) (trad. "Dove la legge ha voluto ha detto, dove non ha voluto ha taciuto") è un brocardo latino evocato a proposito dell'interpretazione della legge: se, infatti, in un disposto normativo non è stata prevista una fattispecie o non è stato analizzato un determinato aspetto, si deve presupporre che il legislatore non lo abbia voluto normare (difetto di norma) e che pertanto non si debba procedere a interpretazioni estensive.
Il brocardo richiama l'interprete ad attenersi al testo della norma, ossia a non dedurre conseguenze dal silenzio.